# Paraeuops anggiensis
Paraeuops anggiensis là một loài bọ cánh cứng trong họ Attelabidae. Loài này có ở Nieuw-Guinea và is voor het eerst wetenschappelijk beschreven in 2001 bởi Riedel.